# Municipio de Nelson (Míchigan)
El municipio de Nelson (en inglés: Nelson Township) es un municipio ubicado en el condado de Kent en el estado estadounidense de Míchigan. En el año 2010 tenía una población de 4764 habitantes y una densidad poblacional de 51,15 personas por km².

## Geografía
El municipio de Nelson se encuentra ubicado en las coordenadas 43°15′24″N 85°29′11″O / 43.25667, -85.48639. Según la Oficina del Censo de los Estados Unidos, el municipio tiene una superficie total de 93.13 km², de la cual 91.19 km² corresponden a tierra firme y (2.09%) 1.94 km² es agua.

## Demografía
Según el censo de 2010, había 4764 personas residiendo en el municipio de Nelson. La densidad de población era de 51,15 hab./km². De los 4764 habitantes, el municipio de Nelson estaba compuesto por el 96.89% blancos, el 0.8% eran afroamericanos, el 0.31% eran amerindios, el 0.29% eran asiáticos, el 0.04% eran isleños del Pacífico, el 0.52% eran de otras razas y el 1.13% pertenecían a dos o más razas. Del total de la población el 2.39% eran hispanos o latinos de cualquier raza.